# Congreso internacional de derecho de las mujeres
El Congreso internacional de derecho de las mujeres es una reunión feminista celebrada del 25 de julio al 9 de agosto de 1878 en París. 

## Histórico

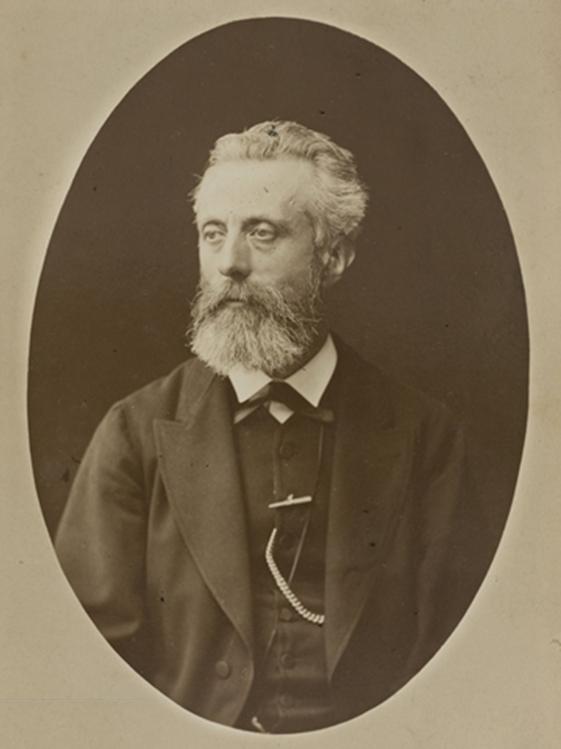
Leon Richer periodista, Francés.

Aunque se habían sugerido planes para un congreso internacional ya en 1873, no fue hasta principios de 1878 que las feministas se pusieron manos a la obra. El periódico Le Droit des femmes de Léon Richer se utiliza para promover la idea y reunir a las voluntarias.  La idea es aprovechar la exposición universal celebrada en París para dar visibilidad al proyecto. Sin embargo, en mayo, cuando la exposición universal abre sus puertas, Richer decide posponer el congreso. Fue Maria Malliani di Travers, una feminista italiana quien relanzó la idea y proporcionó la aportación económica necesaria para el congreso. 
Finalmente se celebró en París del 25 de julio al 9 de agosto de 1878. Reunió a mujeres y hombres de once nacionalidades entre ellas francesas, inglesas, americanas y alemana. Participaron 600 personas. Se organizaron cinco talleres que acogieron a 219 participantes, incluidos 113 hombres. Aunque se cubren muchos puntos, falta un elemento importante. No se menciona el derecho de voto. Hubertine Auclert, que había planeado un discurso sobre este tema, debe editarlo. Entre los temas discutidos se encuentran el derecho al divorcio, el trabajo de las mujeres, la educación. Un punto importante de este congreso es la constitución de una internacional feminista, aunque nunca se formalizó. 
Aunque el congreso fue un éxito, la prensa francesa criticó la iniciativa y por lo tanto marcó el rechazo de cualquier proyecto destinado a mejorar la condición de la mujer  . 

## Artículo anexo
- Congreso internacional de mujeres

- Datos: Q28493373